# Yasemin Sannino
Yasemin Sannino (Istanbul, 22 agosto 1970) è una cantante e attrice italiana, di origine levantina.

## Biografia
Nata a Istanbul, in Turchia, da padre italiano e da madre turca, Yasemin Sannino ha iniziato i suoi studi musicali all'età di dieci anni. Trasferitasi a Roma, ha intrapreso gli studi universitari a "La Sapienza", dove si è laureata in chimica; si è poi dedicata alla recitazione frequentando il Duse International di Roma, diretto da Francesca Sapio.
Il suo repertorio di cantante spazia dal jazz al pop internazionale e include musiche della tradizione turca e napoletana. Suo partner musicale abituale è il pianista Luca Ruggero Jacovella, ma si esibisce anche in quartetto/quintetto con ritmica e ospiti solisti.
Con Jacovella ha poi costituito il gruppo Yasa Project (che ha ospitato anche il trombettista Felice Reggio), col quale si è esibita anche all'Istanbul Galata Tower, all'Eskisehir Festival, al Museo dell'Ara Pacis di Roma. In duo con Jacovella si è esibita invece all'International Film Festival di Istanbul nel 2007.
Yasemin è nota soprattutto per l'incisione della colonna sonora del film Le fate ignoranti, di Ferzan Özpetek, nella quale ha interpretato le canzoni Birdenbire (in turco) e And Never Tell (in inglese).
Nel 2010 ha partecipato alla registrazione dell'album Alma Mater, accompagnando la voce del papa Benedetto XVI, con la canzone Regina Coeli, in latino, italiano, portoghese, francese e tedesco.

## Discografia

### Discografia solista

#### Partecipazioni
- 2000 - AA.VV. Le sciamane
- 2003 - AA.VV. "After Party" Compilation Volume 3
- 2004-2007. - Winx Club (stagioni 2-3 doppiate in inglese/1-3 doppiate in turco)
- 2008 - AA.VV. Le fate ignoranticon i brani Birdendire e And Never Tell
- 2009 - AA.VV. Moana con i brani 50z e Taurus Rising
- 2010 - AA.VV. Alma Mater - Music from Vatican. Featuring the voice of Pope Benedict XVI con il brano Regina Coeli
- 2010 - AA.VV. Buddha Bar - Buddhattitude Tzu Yo

### Discografia con Terre Differenti

#### Album
- 2000 - Terre Differenti
- 2005 - Cities of Dreams

## Filmografia

### Attrice

#### Cinema
- Senza parole, regia di Antonello De Leo (1996), cortometraggio
- Le sciamane, regia di Anne Riitta Ciccone (2000)
- La porta delle 7 stelle, regia di Pasquale Pozzessere (2005)
- No problem, regia di Vincenzo Salemme (2008)
- Ghost Track, regia di Fabrizio Rossetti (2011)
- Iftarlik Gazoz, regia di Yüksel Aksu (2016)
- In the Same Garden, regia di registi vari (2016)
- Babylon Sisters, regia di Gigi Roccati (2017)

#### Televisione
- Don Matteo – serie TV, 2 episodi (2004-2011)
- La provinciale, film per la tv, regia di Pasquale Pozzessere (2006)
- Nati ieri, serie televisiva, 1 episodio (2007)
- Boris, serie televisiva, 2 episodi (2010)
- Ho sposato uno sbirro – serie televisiva, 1 episodio (2010)
- Le inchieste dell'ispettore Zen – serie televisiva, 1 episodio (2011)
- Amanda Knox (Amanda Knox: Murder on Trial in Italy), regia di Robert Dornhelm – film TV (2011)
- Merhaba Hayat, serie televisiva (2012)
- Sevdaluk, serie televisiva (2013)
- La Pasión Turca , serie televisiva (2024)

## Teatro
- Chi è devoto, regia di A. Borriello (dance theatre)
- Hedwigh, regia di E. Lamanna (musical)
- Man, di Ivo Scalercio, regia di G. Giacobelli (musical)
- Dal vuoto profondo, regia di A. Alemanno (opera video-teatrale)